# スパイ・ミッション シリアの陰謀
『スパイ・ミッション シリアの陰謀』（原題：Damascus Cover）は2017年に公開されたイギリスのスリラー映画である。監督はダニエル・ゼリック・バーク、主演はジョナサン・リース＝マイヤーズが務めた。本作はハワード・カプランが1977年に上梓した小説『ダマスカスへ来たスパイ』を原作としている。また、本作はジョン・ハートの遺作でもある。

## 概略
1989年、イスラエルのスパイ、アリ・ベン＝シオンはベルリンで内偵活動を行っていた。そんなある日、アリはシリアで活動している仲間を救出する作戦に従事するよう命じられた。現地に到着したアリは何かがおかしいと感じ始めた。実は、アリは壮大な陰謀に巻き込まれてしまったのである。

## キャスト
- アリ・ベン＝シオン/ハンス・ホフマン：ジョナサン・リース＝マイヤーズ
- キム：オリヴィア・サールビー
- ミキ：ジョン・ハート
- サラージ：ナヴィド・ネガーバン
- フランツ・ルーディン：ユルゲン・プロフノウ
- ルドウィグ・シュトライヒャー提督：ヴォルフ・カーラー
- フアド将軍：イガル・ノール
- サブリ：セルヴァ・ラザリンガム
- ヤエル：ネタ・リスキン
- ラミ・エロン：ツァヒ・ハレヴィ
- ムスタファ：ベン・アファン
- エフド：ヘルツル・トビー
- シャウル：アキ・アヴニ
- シリアの運輸大臣：ハッサニ・シャピ
- レイチェル：シャニ・アヴィヴ

## 製作
2015年2月2日、ジョナサン・リース＝マイヤーズ、ジョン・ハート、オリヴィア・サールビー、イガル・ノール、ナヴィド・ネガーバン、ユルゲン・プロフノウの起用が発表された。10月26日、ハリー・エスコットが本作で使用される楽曲を手がけるとの報道があった。

## 公開・マーケティング
2017年9月23日、本作はボストン映画祭でプレミア上映され、6部門で受賞を果たした。11月3日、ヴァーティカル・エンターテインメントが本作の全米配給権を獲得したと報じられた。2018年6月5日、本作のオフィシャル・トレイラーが公開された。

## 評価
本作に対する批評家の評価は芳しいものではない。映画批評集積サイトのRotten Tomatoesには22件のレビューがあり、批評家支持率は14%、平均点は10点満点で4.2点となっている。サイト側による批評家の見解の要約は「『スパイ・ミッション シリアの陰謀』は実に陳腐なスパイ映画である。90年代のアクションスリラーをよく知る人間であれば、そのタイトルを見た瞬間にどんなストーリーかを予測できてしまうだろう。」となっている。また、Metacriticには8件のレビューがあり、加重平均値は36/100となっている。